# 阜成门内大街
39°55′20″N 116°21′12″E / 39.92235°N 116.35341°E

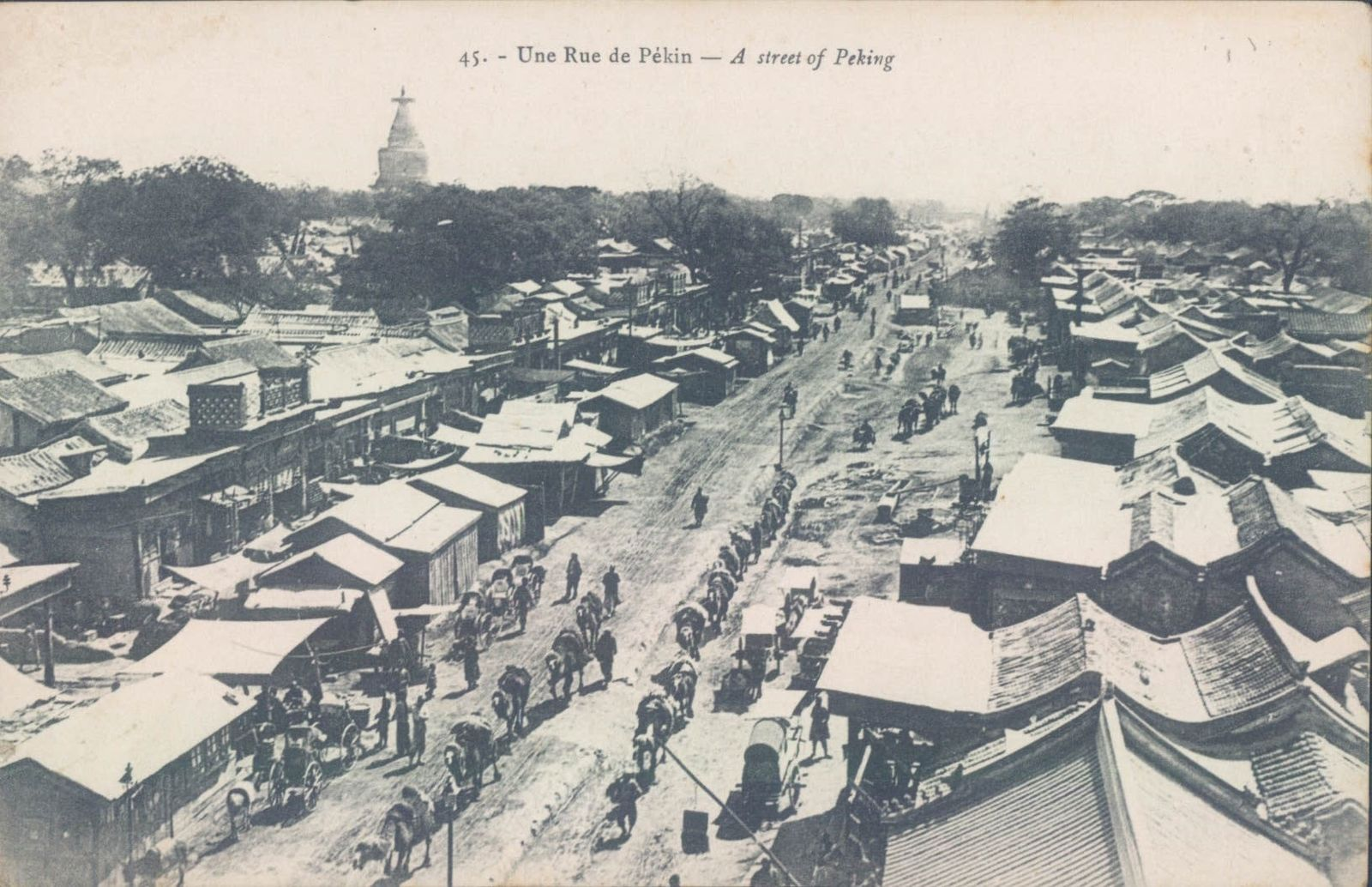
20世纪初的阜成门内大街

阜成门内大街是位于中国北京市西城区中部的一条大街。因位于北京内城阜成门内而得名。

## 简介
阜成门内大街东起西四，西到阜成门立交桥。阜成门为北京内城九门之一。元朝称“平则门”，明朝正统四年（1439年）改称“阜成门”。门内的大街，清朝末年称“阜成门大街”，东到羊市（今太平桥大街北口左右），西到阜成门。从羊市向东到西四的大街称“羊市大街”。1965年，阜成门大街、羊市大街合并，改称“阜成门内大街”。
阜成门内大街两侧古迹众多。东口路北的西四街楼（现为“西四新华书店”）地下有元大都下水道遗存，东段有广济寺（今为中国佛教协会所在地），中段有历代帝王庙，西段有妙应寺（俗称“白塔寺”）。原来历代帝王庙前的大街上有两座木牌楼，十分精美，1950年代被拆除，现在其构件被重新搭建在首都博物馆的大厅内。此外，阜成门内大街东段路南有中国地质博物馆及中华人民共和国国土资源部。
阜成门内大街上商店众多，街面十分繁华，也是北京城区的交通干道之一。2000年代，阜成门内大街上有许多制作奖杯奖牌的门店，所以阜成门内大街一度被称为“奖杯奖牌一条街”。2016年至2017年，经过前期拆除违章建筑以及低端业态疏解，“奖杯奖牌一条街”逐步实现了业态转型。
2017年，西城区下属的北京什刹海阜景街建设指挥部开展了阜成门内大街改造提升工程，一期工程于2017年10月竣工，二期工程（赵登禹路至西四大街段）于2018年实施。此次工程首次引入了市政休闲带，优化交通体系，设置“综合杆”以减少各类线杆标志数量，并在白塔寺对面的空地以及阜成门桥东南角结合地下停车场的建设各建一处微型公园。
阜内大街现今已扩宽，东段有地铁四号线链接。